# Robert Ludlum
Robert Ludlum (25. května 1927, New York – 12. března 2001, Naples, USA) byl americký spisovatel špionážních románů. Publikoval také pod pseudonymy Jonathan Ryder a Michael Shepherd.

## Život
Absolvoval Wesleyan University v Middletownu, téměř dvacet let pracoval v zábavním průmyslu jako divadelní herec a producent, také jako „hlas“ v mnoha televizních reklamách. Koncem šedesátých let se přeorientoval na literaturu. Už jeho prvotina Dědictví Scarlattů byla velmi úspěšná a totéž lze říci i o jeho dalších románech. Se svou ženou Mary žil na Floridě.

## Dílo
Robert Ludlum napsal 39 románů, které byly přeloženy do 32 jazyků a vydány ve 40 zemích. Bylo vytisknuto více než 290 milionů kopií jeho knih. Některé z jeho novel byly zfilmovány. Zápletky v jeho dílech bývají komplikované, napětí vystupňované až do závěrečného překvapivého rozuzlení. Jeho hrdiny jsou obyčejní Američani, kteří jsou proti své vůli vtaženi do vysoké hry rozvědek, tajných organizací a zločineckých skupin. Jediné, na co se mohou spolehnout, je jejich vlastní odvaha, statečnost a smysl pro pravdu a spravedlnost. Jeho dílo bylo inspirováno konspirativními teoriemi z historie a současnosti. Kniha Mataresův kruh čerpala z neověřených informací o tzv. Trilaterální komisi a byla vydána pouze několik let po objevení této organizace. Psal dokonce tak realisticky, že na něj svého času CIA nasadila agenta.

### Publikováno během autorova života (do března 2001)
- 1970 – Dědictví Scarlattů (The Scarlatti Inheritance)
- 1972 – Poslední úder Omegy (The Osterman Weekend)
- 1973 – Matlockovo pověření (The Matlock Paper)
- 1973 – Trevayne napsal pod pseudonymem Jonathan Ryder
- 1974 – Operace Tortugas (The Rhinemann Exchange)
- 1975 – Křik Halidonu (The Cry of the Halidon) napsal pod pseudonymem Jonathan Ryder
- 1975 – Cesta do Gandolfa (The Road to Gandolfo) napsal pod pseudonymem Jonathan Ryder
- 1976 – Pandořina skříňka (Gemini Contenders)
- 1977 – Chancelerův rukopis (The Chancellor Manuscript)
- 1978 – Holcroftova úmluva (The Holcroft Covenant)
- 1979 – Matareseův kruh (The Matarese Circle)
- 1980 – Agent bez minulosti (The Bourne Identity)
- 1982 – Mozaika Parsifal (The Parsifal Mosaic)
- 1984 – Operace Akvitánie (The Aquitaine Progession)
- 1986 – Bourneův mýtus (The Bourne Supremacy)
- 1988 – Plán Ikaros (The Icarus Agenda)
- 1990 – Bourneovo ultimátum (The Bourne Ultimatum)
- 1992 – The Road to Omaha
- 1993 – Spiknutí škorpionů  (The Scorpio Illusion)
- 1995 – Strážci Apokalypsy  (The Apocalypse Watch)
- 1997 – Soumrak Mataresů (The Matarese Countdown)
- 2000 – Prométheova lest (The Prometheus Deception)

### Publikováno po autorově smrti
- 2001 – Protokol Sigma (The Sigma Protocol)
- 2002 – Jansonův rozsudek (The Janson Directive)
- 2003 – Tristanova zrada (The Tristan Betrayal)
- 2005 – Amblerova výstraha (The Ambler Warning)
- 2005 – Bancroftova strategie (The Bancroft Strategy)
- 2006 – Lazarova vendeta (The Lazarus Vendetta)
- 2012 – Jansonův rozkaz (The Janson Command)

### Zfilmováno
- 1977 – The Rhinemann Exchange, TV minisérie, režie Burt Kennedy
- 1983 – The Osterman Weekend, režie Sam Peckinpah
- 1985 – The Holcroft Covenant, hl. role Michael Caine, režie John Frankenheimer
- 1988 – The Bourne Identity, TV film, Richard Chamberlain jako Jason Bourne, Jaclyn Smith jako Marie St. Jacques, režie Roger Young
- 1997 – The Apocalypse Watch, režie Kevin Connor
- 2002 – Agent bez minulosti (The Bourne Identity), Matt Damon jako Jason Bourne, režie Doug Liman
- 2004 – Bournův mýtus (The Bourne Supremacy), Matt Damon jako Jason Bourne, režie Paul Greengrass
- 2006 – Covert One: The Hades Factor, režie Mick Jackson
- 2007 – Bourneovo ultimátum (The Bourne Ultimatum), Matt Damon jako Jason Bourne, režie Paul Greengrass
- 2012 – Bourneův odkaz (The Bourne Legacy), režie Tony Gilroy
- 2016 - Jason Bourne, Matt Damon, režie Paul Greengrass